# みんなで!さんすう99隊
『みんなで!さんすう99隊』（みんなでさんすうきゅうきゅうたい）は、キグルミが歌唱する楽曲及び日本のアニメ作品である。アニメはインターネットテレビサイト「DOGATCH」が2007年1月29日から3月31日まで提供しており、地上波のテレビ東京でも同年1月22日から3月2日までの期間、日本時間の月曜日〜金曜日の7:29から45秒枠にてサイトの宣伝を兼ねて先行放送されていた。ただし番組表において一つの番組としては記載されなかった。

## 概要
内容は、九九を独自のメロディで表現するもので、その楽曲はキグルミが歌唱している。視聴者ターゲット層は小学生以下とされる。
2007年2月2日に、キグルミが所属するレコード会社ビクターエンタテインメントが、
「みんなで!さんすう99隊」を2007年2月21日にダウンロード配信限定アルバムとして配信すると発表した。これに先立ち、2007年2月7日より「レコード会社直営♪サウンド」にて着うた®の先行配信を開始した。
当初、ダウンロード限定配信だったが、2007年9月19日発売のキグルミのアルバム「1st Album キグルミ」内に全曲収録された。アルバム版ではオリジナルと比べて若干メロディが異なる。

## テレビでの放送局
| 地域       | 放送局     | 放送曜日と時間帯               | 放映期間               | 所属系列局   |
| ---------- | ---------- | ------------------------------ | ---------------------- | ------------ |
| 関東広域圏 | テレビ東京 | 月〜金 7:29:00 - 7:29:45 (JST) | 2007年1月22日〜 3月2日 | テレビ東京系 |

※テレビ放送は関東広域圏ローカル（2の段〜6の段）のみだったが、インターネットサイト「DOGATCH」を通じ世界中で視聴が可能だった。（7の段以降は「DOGATCH」のみで放映）

なお「DOGATCH」においても、日本時間2007年3月31日12:00をもってアニメの配信を終了した。

## 収録曲
1. みんなで!さんすう99隊 人魚の段（2の段）
2. みんなで!さんすう99隊 サンタの段（3の段）
3. みんなで!さんすう99隊 シマウマの段（4の段）
4. みんなで!さんすう99隊 ゴリラの段（5の段）
5. みんなで!さんすう99隊 ロボットの段（6の段）
6. みんなで!さんすう99隊 なまずの段（7の段）
7. みんなで!さんすう99隊 パンダの段（8の段）
8. みんなで!さんすう99隊 クジラの段（9の段）